# Grand Prix Pino Cerami 1970
Il Grand Prix Pino Cerami 1970, settima edizione della corsa, si svolse il 2 aprile su un percorso di 220 km, con partenza e arrivo a Wasmuel. Fu vinto dal belga André Dierickx della Flandria-Mars davanti ai suoi connazionali Pol Mahieu e Willy Monty.

## Ordine d'arrivo (Top 10)
| Pos. | Corridore         | Squadra             | Tempo    |
| ---- | ----------------- | ------------------- | -------- |
| 1    | André Dierickx    | Flandria-Mars       | 6h00'00" |
| 2    | Pol Mahieu        | Flandria-Mars       | a 35"    |
| 3    | Willy Monty       | Faemino-Faema       | s.t.     |
| 4    | Ronald De Witte   | Mann-Grundig        | s.t.     |
| 5    | Ferdinand Bracke  | Peugeot-BP-Michelin | a 55"    |
| 6    | Jan Boonen        | Mann-Grundig        | s.t.     |
| 7    | Frans Mintjens    | Faemino-Faema       | a 1'05"  |
| 8    | Carmine Preziosi  | Mann-Grundig        | s.t.     |
| 9    | Christian Callens | Mann-Grundig        | s.t.     |
| 10   | Huub Harings      | Caballero-Laurens   | s.t.     |